# 김노진
김노진 (1994년 10월 17일~)는 대한민국의 배우이다.

## 출연 작품

### 드라마
| 연도   | 방송국  | 제목                | 역할   |
| 2018년 | KBS 2TV | 추리의 여왕 2       | 심지은 |
| 2019년 | MBC     | 더 뱅커             | 박보람 |
| 2019년 | MBC     | 신입사관 구해령     | 단영   |
| 2020년 | SBS     | 낭만닥터 김사부 2   | 정가영 |
| 2020년 | MBC     | 내가 가장 예뻤을 때 | 이찬희 |
| 2024년 | MBN     | 세자가 사라졌다     | 오월이 |

### 웹드라마
| 연도   | 플랫폼           | 제목                          | 역할   |
| 2016년 | 블리자드 코리아  | 태구 드라마                   | 조교   |
| 2016년 | 딩고 음악        | 썸이라 느끼는 순간들          |        |
| 2020년 | tvN              | 좀 예민해도 괜찮아 2020       | 윤아영 |
| 2020년 | 배민             | 시간도 배달이 되나요          | 서한나 |
| 2021년 | Naver TV, V LIVE | 그래서 나는 안티팬과 결혼했다 | 강연   |
| 2022년 | 왓챠             | 시맨틱 에러                   | 류지혜 |
| 2023년 | 넷플릭스         | 셀러브리티                    | 이은채 |

### 영화
| 연도   | 제목             | 역할        |
| 2017년 | 마이 케미컬 러브 | 채진        |
| 2018년 | 2인 3각          | 은주        |
| 2019년 | 왓칭             | 미숙        |
| 2019년 | 다시, 봄         | 유치원 교사 |
| 2021년 | 황금마차 떠났다  | 세리        |

### 광고
| 연도   | 제품명                      | 공동 출연 |
| 2016년 | 푸통푸통 타이완 Micro Movie | 여진구    |

### 뮤직비디오
- 2016: 루싸이트 토끼 "every you"[4]
- 2020년 에이스 "편지를 써 (Stand by you)"[5]